# أوردة خلال اللوحتين
الأَورِدَةُ خِلاَلَ اللَّوحَتَين (بالإنجليزية: Diploic veins) هي عبارة عن أوردة كبيرة ذات جدران رقيقة وخالية من الصمامات. تعبر تلك الأوردة منطقة خلال اللوحتين بين الطبقتين الداخلية والخارجية لعظام الجمجمة.
تصل لنموها الكامل بحلول عمر السنتين. تقوم هذه الأوردة بتصريف تلك المنطقة في الجيوب الوريدية الجافوية.

## الأنواع
- الجبهي، ويفتح في الوريد فوق الحجاج أو في الجيب السهمي العلوي.
- الصدغي الأمامي، الذي يقع في العظم الجداري، وينتهي في الجيب المستعرض، عن طريق فتحة عند الزاوية الخشائية للعَظْمِ الجِدارِيّ أو من الثقبة الخشائية.
- الصدغي الخلفي، الذي يقتصر على العظم الجبهي، ويفتح في الجيب الوتدي الجداري.
- القذالي، أكبر وريد من الأربعة، ويقتصر على العظم القذالي، ويفتح إما خارجيا في الوريد القذالي، أو داخليا في الجيب المستعرض أو المقرن الجيبي.